# Шампиньон полевой
Шампиньо́н полево́й (лат. Agaricus arvensis) — вид грибов рода Шампиньон (Agaricus) семейства Шампиньоновые (Agaricaceae). 
Научные синонимы:
- Psalliota arvensis (Schaeff.) P.Kumm., 1871
- Pratella arvensis (Schaeff.) Gillet, 1878
- Fungus arvensis (Schaeff.) Kuntze, 1898
- Psalliota campestris var. arvensis (Schaeff.) Cheel, 1913

и др.
Русские синонимы: шампиньон обыкновенный, шампиньон тротуарный.
В английском языке известен как «лошадиный гриб» (Horse Mushroom); возможно, из-за того, что этот гриб часто произрастает возле конюшен, на унавоженной почве.

## Описание
Плодовое тело крупное. Шляпка толстомясистая, сначала округло—колокольчатая, с завёрнутым краем и с частным покрывалом, закрывающим пластинки, позже выпукло—распростёртая или распростёртая, с небольшим широким бугорком или слегка приплюснутая в центре, иногда с волнистым краем и с остатками покрывала по краю; 8—20 см в диаметре; белая или кремовая, с возрастом — с охряным оттенком, медленно желтеющая от прикосновения; шелковистая, гладкая или покрытая волокнистыми желтоватыми или буроватыми чешуйками; при сухой погоде зачастую растрескивается по краю.
Мякоть плотная, с возрастом — более мягкая, белая или желтоватая (у зрелых грибов), сладковатая. На изломе мякоть слегка желтеет. Обладает характерным запахом аниса или миндаля (особенно у молодых грибов).
Пластинки частые, вздутые, более широкие к периферии, свободные у ножки, 8—12 мм шириной, сначала белые, серовато—беловатые, позже серовато—буроватые, затем горчичные, буро—фиолетовые, буро—шоколадные или почти чёрные.
Ножка 6—10 см высоты, 1—1,5 см ширины, цилиндрическая, гладкая, расширенная или утолщённая к основанию; с крупным широким белым двухслойным кольцом в верхней трети ножки (нижнее кольцо — более короткое, с желтоватым краем, зубчатое); волокнистая, у молодых грибов сплошная, позднее — с узкой полостью (фистулёзная), легко отделяется от шляпки, с хлопьевидным налётом в основании; одного цвета со шляпкой, при надавливании желтеет. Мякоть в основании ножки не приобретает жёлтого оттенка.
Споровый порошок чёрно—коричневый. Споры 7—9 x 4,5—6 мкм, яйцевидно—эллипсоидные, гладкие, коричневые. Хейлоцистиды тонкостенные, яйцевидные, 11—26 x 9—18(21) мкм.
Цветовые химические реакции: мякоть даёт жёлтую окраску с гидроксидом калия.

## Распространение
Широко распространён и обильно растёт на почве, в основном на открытых пространствах, поросших травой, — на лугах, лесных полянах, по обочинам дорог, на вырубках, в садах и парках, реже на пастбищах. Встречается как на равнине, так и в горах. Плодовые тела появляются одиночно, группами или большими группами; часто образуют дуги и кольца. Часто растёт рядом с крапивой. Возле деревьев редок; исключение составляют ели. Распространён по всей территории России. Обычен в северной умеренной зоне.
Сезон: с конца мая до середины октября—ноября.

## Сходные виды

### Ядовитые виды
- Бледная поганка (Amanita phalloides). Отличается белыми пластинками гименофора, клубневидно-вздутым основанием ножки, окружённым вольвой, белым однослойным кольцом на ножке и отсутствием характерного запаха аниса.
- Шампиньон жёлтокожий (Agaricus xanthodermus). Более мелкий вид шампиньона; встречается часто, особенно в посадках белой акации, с июля по октябрь. Отличается неприятным («аптечным») запахом карболовой кислоты (фенола, или же гуаши). При надломе, особенно по краю шляпки и в основании ножки, его мякоть быстро желтеет.

### Съедобные родственные виды
Обладает сходством со многими другими видами шампиньонов (Agaricus silvicola, Agaricus campestris, Agaricus osecanus и др.), отличаясь преимущественно более крупными размерами. Наиболее на него похож шампиньон кривой (Agaricus abruptibulbus), который, однако, растёт в еловых лесах, а не на открытых и светлых местах.

## Пищевые качества
Съедобен. Вкусный, деликатесный гриб (3 категории), по вкусовым качествам — один из лучших шампиньонов. Съедобен в сыром виде. Используется разнообразно — свежим (после 10 минут отваривания), солёным, маринованным. Однако способен накапливать кадмий, медь и другие тяжёлые металлы, что может быть потенциально опасно для здоровья.

## Таксономия
Впервые описан Якобом Кристианом Шеффером в 1762 г. в Баварии, как Agaricus arvensis.
Проведённые в 1999 г. исследования позволили выделить внутри Agaricus arvensis два морфотипа, возможно, представляющих отдельные виды. Представители первого морфотипа на макроморфологическом уровне отличаются светло-жёлтой шляпкой, имеющей в зрелом виде широко—колокольчатую форму; у представителей второго морфотипа шляпки белые и имеют распростёрто—выпуклую форму.